# 孔雀東南飛
《孔雀东南飞》，原题为《古詩為焦仲卿妻作》，是中国文学史上第一部长篇叙事诗，与《木兰辞》并称乐府双璧。创作时间大致是南北朝，所叙事在东汉献帝建安年间，全诗353句，2260字，是中国汉乐府民歌中最长的一首叙事诗。
《孔雀东南飞》主要记叙了刘兰芝嫁到焦家为焦母不容而被遣回娘家，兄逼其改嫁。新婚之夜，兰芝投水自尽，前夫焦仲卿亦掛樹自縊殉情。从汉末到南朝，此诗在民间广为流传并不斷被加工，终成为漢代樂府民歌中最傑出長篇叙事诗。其中大量运用铺陈的写作手法，叙述了焦仲卿與劉蘭芝之间的爱情悲劇。

## 延伸阅读
[在维基数据编辑]
 在维基文库阅读本作品原文（ 在维基共享资源阅览影像）